# Raemantete
Raemantete ist ein osttimoresischer Ort im Suco Maliubu (Verwaltungsamt Bobonaro, Gemeinde Bobonaro). Das Dorf liegt im Norden der Aldeia Nunupa, auf einer Meereshöhe von 766 m. Die Durchgangsstraße führt nach Süden zum Nachbarort Nunupa und nach Norden, über den Fluss Marobo, in die Aldeia Nunumea (Suco Lacao).
Im Süden von Raemantete steht eine Grundschule.